# Ippingen
Ippingen ist ein Ortsteil der Gemeinde Immendingen im Landkreis Tuttlingen in Baden-Württemberg (Deutschland).

## Geographie

### Geographische Lage
Ippingen liegt in der Ostbaar unterhalb des Lindenberges (948 m), des Himmelberges (940 m) und des Osterberges (921 m) im Weisenbachtal. Der Ort selber liegt etwa 800 m über dem Meeresspiegel und besitzt eine Gemarkungsfläche von 10,64 km². Davon sind 10,30 km² Wald.

## Geschichte
Der Ort gilt durch seine erste urkundliche Erwähnung im Jahre 880 als ältester Ort in der Gemeinde Immendingen. Die Endung „-ingen“ weist auf eine alemannische Gründung hin. Bei Ippingen befinden sich die Reste der Heidenburg, einer Wallburg.
Am 1. Januar 1973 wurde anlässlich der baden-württembergischen Kreisreform der Landkreis Donaueschingen aufgelöst. Ippingen gelangte dadurch zum vergrößerten Landkreis Tuttlingen.
Am 1. Dezember 1974 wurde Ippingen in die Gemeinde Immendingen eingegliedert.

### Einwohnerentwicklung
| Jahr | Einwohner                  | Bemerkungen  |
| 1825 | 309                        |              |
| 1833 | 346, davon 159 m und 187 w | Volkszählung |
| 1846 | 393                        | Volkszählung |
| 1875 | 379                        |              |
| 1890 | 351, davon 163 m und 188 w | Volkszählung |
| 1910 | 344                        | Volkszählung |
| 1925 | 319                        |              |
| 1939 | 303                        |              |
| 1946 | 288, davon 133 m und 155 w |              |
| 1961 | 318, davon 152 m und 166 w | Volkszählung |
| 1970 | 367                        | Volkszählung |
| 1974 | 382, davon 212 m und 180 w |              |
| 2004 | 450                        |              |
| 2016 | 424                        |              |
| 2020 | 433                        |              |

## Politik

### Wappen
| | Blasonierung: „In Silber linksgewendet der hl. Georg auf golden gezäumtem, golden gesatteltem schwarzem Ross, eine schwarze Lanze auf den grünen Drachen im Schildfuß richtend“ |
| Wappenbegründung: Das 1903 in dieser From angenommene Wappen geht auf ältere Siegel zurück, die alle den Heiligen Georg als Ippinger Ortspatron zeigen. | |

## Kultur und Sehenswürdigkeiten

### Bauwerke

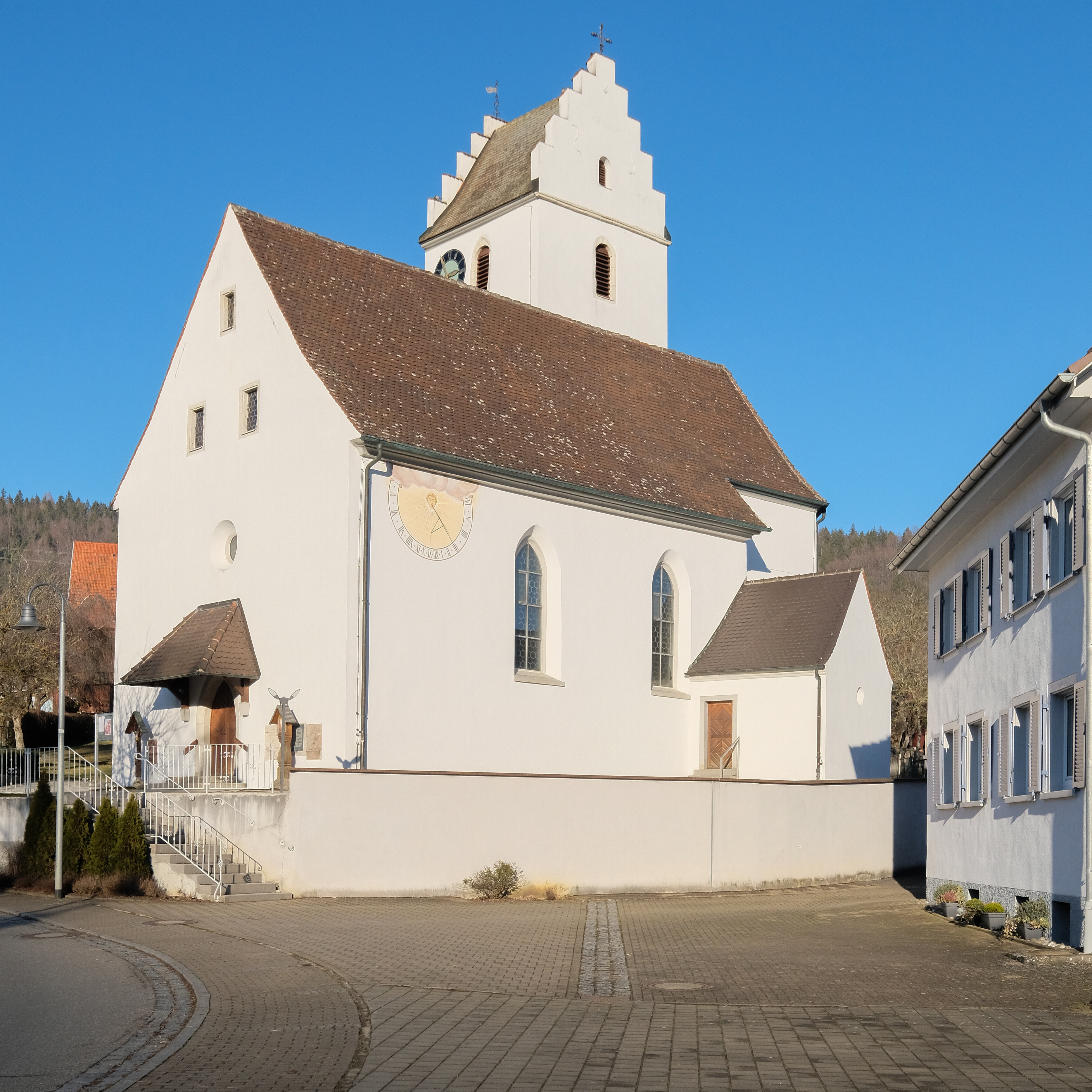
St. Priska

- Das Ippinger Pfarrhaus wurde von der Denkmalstiftung Baden-Württemberg zum „Denkmal des Monats August/September 2007“ ernannt.[4]
- Kirche St. Priska, Fertigstellung 1614[5]
- Ippinger Mühle, abgebrannt 1929 und als Sägewerk ohne Mühle wieder aufgebaut
- Ippinger Zehntscheuer, erbaut ca. 1625, genannt der „Riese der Baar“

## Persönlichkeiten

### Persönlichkeiten, die vor Ort gewirkt haben
- Josef Keller (1910–2000), katholischer Theologe, Historiker, Linguist, Philologe und Heimatforscher. Weitere Fachkenntnisse hatte er als Paläontologe, Geologe und Botaniker. Er war von 1946 bis 1997 Seelsorger in Ippingen und wurde 1983 mit dem Bundesverdienstkreuz am Bande ausgezeichnet und zum Ehrenbürger von Immendingen ernannt.